# Camila Outon
Camila Outon    
est une actrice argentine née le 19 septembre 1991 à Buenos Aires. 
Elle est connue pour son rôle de Pia dans la telenovela De tout mon cœur (Patito Feo)
Camila vit actuellement au Chili avec son compagnon.

## Filmographie
- De tout mon cœur (Patito Feo) (2007-2008)